# Journée internationale de sensibilisation aux cardiopathies congénitales
La Journée internationale de sensibilisation aux cardiopathies congénitales est une journée internationale ayant pour but d’attirer l’attention sur les besoins spécifiques des enfants nés avec ces malformations cardiaques.

## Origines
Cette journée trouve son origine aux États-Unis, dans l'état du Connecticut, où une mère d’un enfant atteint d’une cardiopathie congénitale a l'idée en 1999 que le 14 février, jour de la Saint-Valentin, serait également une journée de sensibilisation du grand public à ces maladies.
En quelques mois, presque tous les états des États-Unis et de nombreux pays acceptent cette proclamation.